# هواگرد

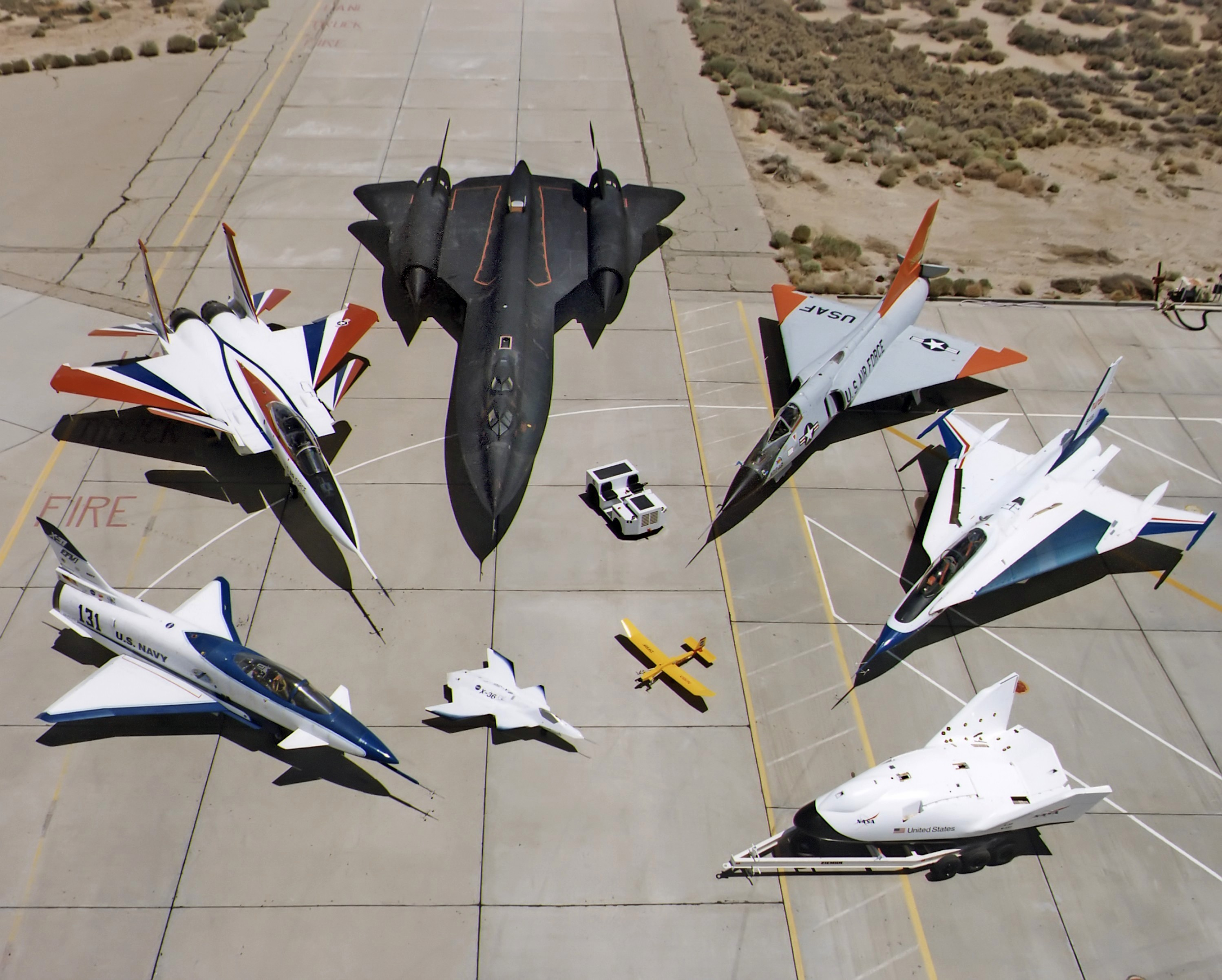
هواگردهای آزمایشی ناسا

هواگَرد (انگلیسی: Aircraft) وسیله‌ای است که می‌تواند به‌کمک هوای جو، پرواز کند. با این تعریف انواع وسائل پرنده مانند بالن و بادپر و بالگرد و حتی فضاپیما را می‌توان هواگرد نامید.
هواگرد، برای غلبه بر نیروی جاذبه از نیروی ایستا یا نیروی پویا یک ماهی‌واره استفاده می‌نماید؛ و در اندک مواردی، از نیروی موتورهای جت استفاده می‌شود.
به فعالیت‌های انسان دربارۀ هواگرد اصطلاحاً هوانوردی گفته می‌شود. هواگردها می‌توانند به‌وسیلهٔٔ خلبان، کنترل از راه دور یا سیستم‌های خودکار هدایت شوند. هواگردها را می‌تواند بر حسب معیارهای متفاوتی دسته‌بندی نمود، از قبیل نوع پرواز، نوع نیرو، کارکرد و سایر موارد.
از نظر شیوۀ شناور شدن در هوا، هواگردها را به دو دستۀ بزرگ می‌توان بخش کرد: هواگردهای سنگین‌تر از هوا و هواگردهای سبک‌تر از هوا.

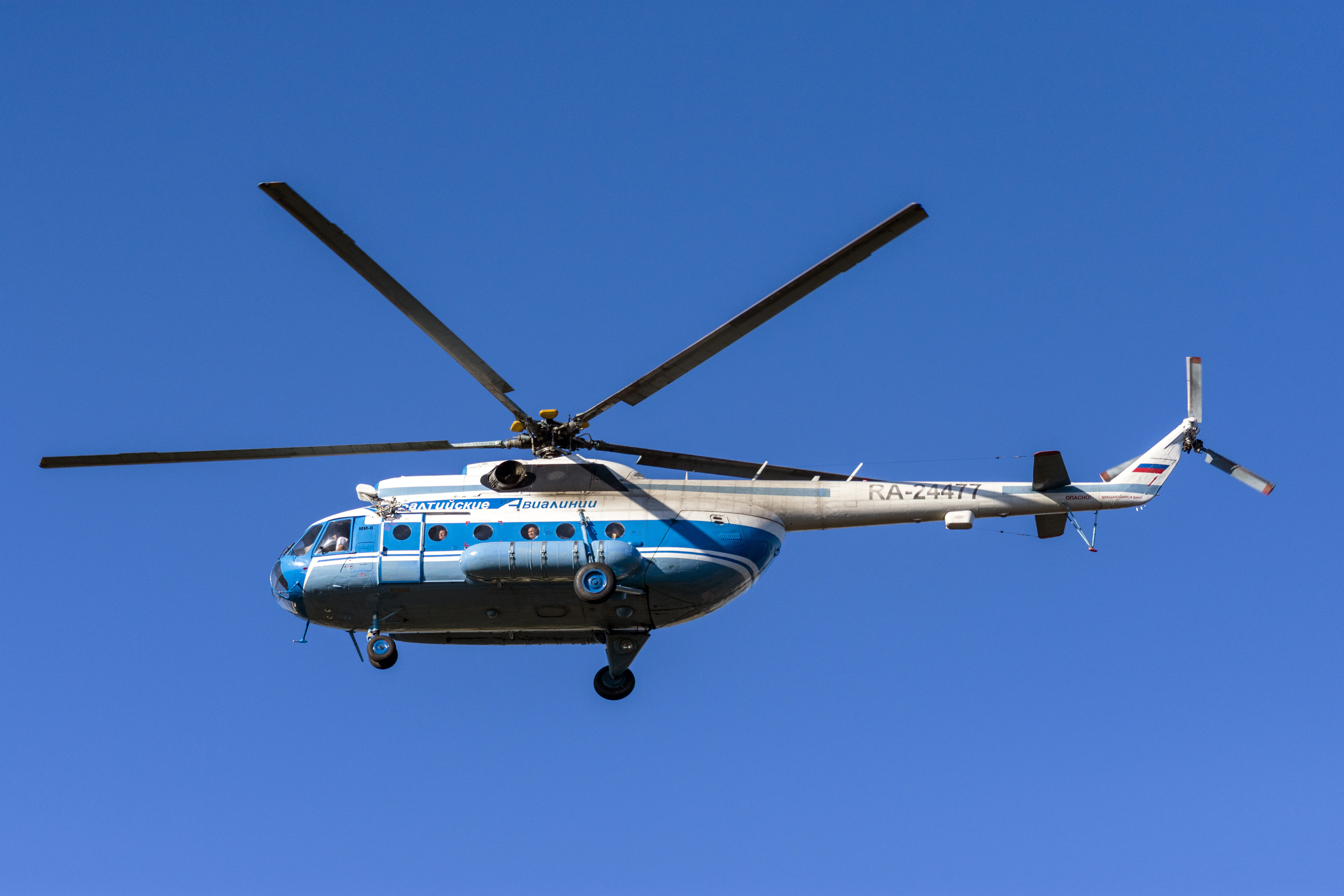
میل می-۸، پراستفاده‌ترین بال‌گرد در تاریخ است.

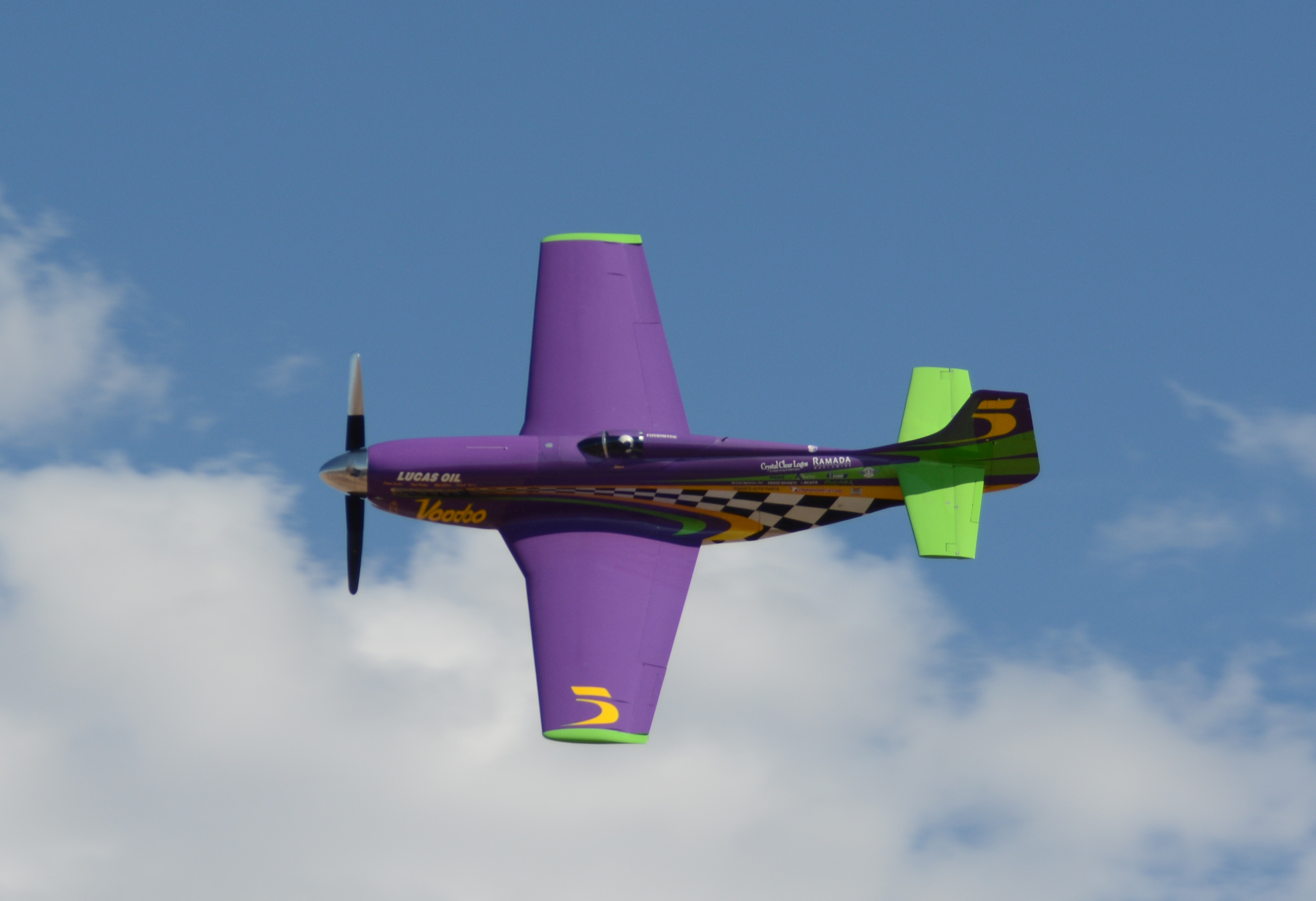
وودو، نوع بازنگری شدهٔ پی ۵۱ موستانگ، در مسابقهٔ هوانوردی رینو در سال ۲۰۱۴ پرواز می‌کند.

## تاریخچه
طرح‌ها و داستان‌های پرواز به سده‌های دور بر می‌گردد؛ با این حال، نخستین فعالیت‌های روش‌مند و مطمئن، به بالون‌های هوای گرم و قرن هجدهم بر می‌گردد. همچنین در خلال جنگ‌های جهانی، این صنعت با پیشرفت‌های قابل ملاحظه‌ای همراه گردید. به‌طور کلی، تاریخ هوانوردی را می‌توان در طول پنج عصر دسته‌بندی کرد:
1. پیشگامان پرواز، از تجربه‌های اولیه تا ۱۹۱۴؛
2. جنگ جهانی اول، ۱۹۱۴ تا ۱۹۱۸؛
3. هوانوردی در فواصل بین دو جنگ جهانی، ۱۹۱۸ تا ۱۹۳۹؛
4. جنگ جهانی دوم، ۱۹۳۹ تا ۱۹۴۵؛
5. عصر پس از جنگ، که عصر جت نیز خوانده می‌شود، از ۱۹۴۵ تا امروز.

## انواع پرواز

### سبک‌تر از هوا- پرواز ایستا
انواع بالن و هواناوهایی مانند زپلین در این دسته قرار دارند. در پروازهای ایستا از نیروی شناوری به منظور جاری شدن در هوا مانند جاری شدن کشتی‌ها در آب استفاده می‌شود. در این نوع از پرواز، از یک یا چند کیسهٔ هوا یا چادرهای بزرگ پُر از گازهای با تراکم نسبتاً پایین مانند هلیوم، هیدروژن، یا هوای گرم، به سبب تراکم کمتر نسبت به هوای محیط، استفاده می‌شود. با دمیده شدن این گازها به سازهٔ هواگرد، پرواز صورت می‌گیرد.
بالون‌های هوای گرم، نخستین بار در چین باستان در سه سده پیش از میلاد ابداع شدند و اساساً در جشن‌های سنتی استفاده می‌شدند. علاوه بر آن، پیشینهٔ استفاده از بادبادک‌های اولیه، که آن نیز برای نخستین بار در چین باستان ابداع شد، به بیش از دو هزار سال پیش بازمی‌گردد.

### سنگین‌تر از هوا- پرواز پویا
هواپیماهای متداول (یا هواپیماهای دارای بال ثابت) و هلیکوپتر و هواسرها در این دسته جای دارند. هواگردهای سنگین‌تر از هوا، از قبیل هواپیماها، به‌وسیلۀ خارج شدن هوا یا گاز (بر اساس قوانین نیوتون) به حرکت در می‌آیند. اصطلاح آیرودین، اشاره به حرکت پویا به‌وسیلهٔ نیروی هوا دارد. دو روش برای پرواز پویا وجود دارد: حرکت آیرودینامیک، و حرکت قدرتی.
حرکت آیرودینامیک، به‌وسیلهٔ بال‌ها در هواگردهای ثابت بال صورت می‌گیرد و به پرواز افقی می‌انجامد. در مقابل، حرکت قدرتی هواگرد را به‌طور عمودی به حرکت درمی‌آورد. هواگردهای با پرواز عمودی، از قبیل هاریر جامپ جت و اف- ۳۵بی به صورت عمودی به‌وسیلهٔ حرکت قدرتی پرواز خود را شروع کرده و خاتمه می‌دهند.

### هواگرد ثابت بال
نمونهٔ اولیهٔ هواگرد ثابت بال، بادبادک‌ها بودند. یک هواگرد ثابت بال گرچه به سرعت برای پرواز نیاز دارد، اما این در واقع وزش باد است که به آن امکان پرواز می‌دهد. بادبادک‌ها به عنوان نمونه‌های اولیه از تجربهٔ پرواز، حدود ۵۰۰ سال قبل از میلاد در چین ابداع شدند. تحقیق آیرودینامیکی بسیار موجب شد تا بشر از آن نمونه‌های اولیه به تونل‌های باد و هواگردهای مبتنی بر الگوسازی‌های رایانه‌ها دست یابد.
نخستین نمونه از هواگردهای سنگین‌تر از هوا و قابل کنترل، بادپرها بودند. بادپر طراحی شده به‌وسیلهٔ سایلی، نخستین تلاش در پرواز موفقیت‌آمیز و قابل کنترل بشر بود.
هواگردهای ثابت‌بال معمولاً از موتورهای درون‌سوز و پیشرانه یا جت برای پدیدآوردن نیروی پیشرانش بهره می‌گیرند. این نیروی پیشرانش هواگرد را در میان هوا به جلو هل می‌دهد. جابه‌جایی هوا بر روی بال‌ها نیروی برآر پدیدمی‌آورد که همین نیروست که مایه پرواز هواگرد می‌شود.
استثناهایی هم هست مانند بادپر (گلایدر) که موتور ندارد و پیشرانشِ خود را از نیروی گرانش زمین می‌گیرد؛ بدین معنی که یک بادپر برای حفظ سرعت رو به جلوی خود باید همواره نسبت به هوا رو به پایین بیاید (این لزوماً به معنی فروآمدن نسبت به زمین نیست).

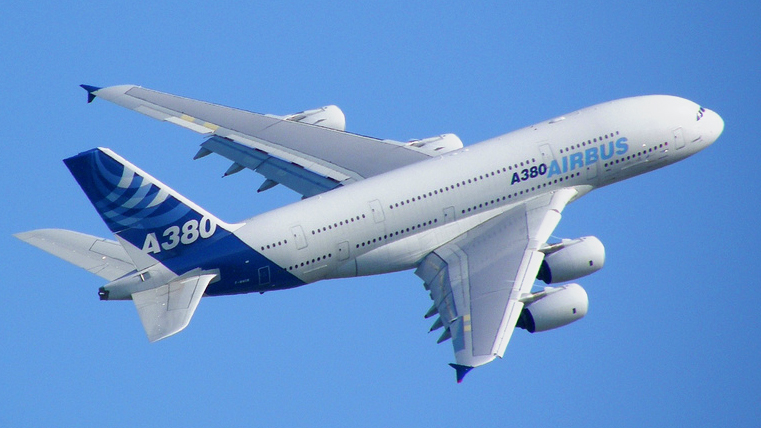
یک ایرباس A380، بزرگ‌ترین هواپیمای مسافری جهان، در حال پرواز در سال ۲۰۰۷

### هواگرد با بال متحرک

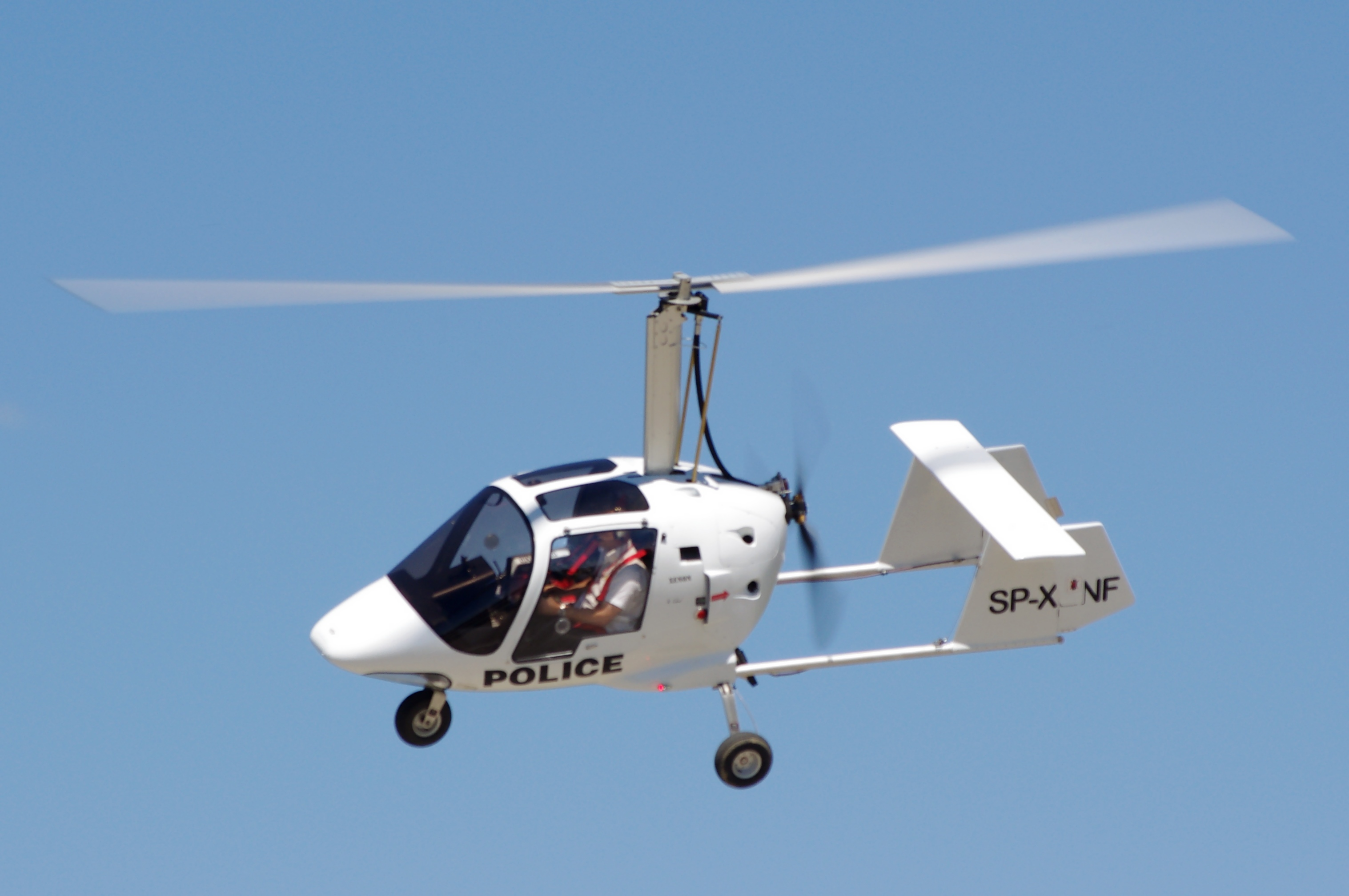
یک هواچرخ

بالگردها و هواچرخ‌ها برای پدیدآوردن هر دو نیروی برآر و پیشران از یک چرخانه (یک بال چرخان) بهره می‌گیرند. 
بالگردها عمودپروازند. در میان هواپیماها نیز نمونه‌های عمودپرواز وجود دارد.

## گونه‌های دیگر هواگرد
- هواایست‌ها
- هواناوها